# Biblioteka Narodowa Finlandii
Biblioteka Narodowa Finlandii (fiń. Kansalliskirjasto) – fińska biblioteka narodowa, znajdująca się w Helsinkach. Od 2006 jest częścią Uniwersytetu Helsińskiego.

## Funkcjonowanie i zbiory
Biblioteka Narodowa jest zarazem Biblioteką Uniwersytetu Helsińskiego, jest więc prowadzona oraz finansowana przez ten uniwersytet. Jak każda biblioteka w Finlandii jest zarządzana i sponsorowana przez swoje organizacje, które decydują o budżecie, działalności oraz o panujących w niej zasadach. Według fińskiego prawa Bibliotece Narodowej przysługuje pięć egzemplarzy obowiązkowych wszystkich materiałów drukowanych w Finlandii. Oprócz druków, zapisów dźwięku, mikrofilmów Biblioteka archiwizuje wybrane strony www (od ostatniej dekady), treści z Twittera i wybrane filmy z YouTube. W 1981 przyznano jej egzemplarz obowiązkowy nagrań dźwiękowych, a w 2008 weszło w życie analogiczne prawo dotyczące publikacji elektronicznych.
Zbiory Biblioteki Narodowej Finlandii liczą 3 mln książek i czasopism, 685 000 mikrofilmów i mikrofiszek oraz ponad 4 mln jednostek innych rodzajów zbiorów (rękopisów, muzykaliów, dokumentów życia społecznego, map) – łącznie 7 685 000 woluminów. Zbiory cyfrowe BNF obejmują 5,4 mln stron czasopism, 3,2 mln stron gazet, 129 400 stron dokumentów życia społecznego. Większość kolekcji Biblioteki znajduje się w Kirjaluola („Jaskini książek”), podziemnym bunkrze o kubaturze 57 600 m³, wydrążonym w litej skale pod biblioteką.

## Główne jednostki organizacyjne
- Biblioteka Naukowa (ang. Research Library), odpowiedzialna m.in. za organizację wydarzeń kulturalnych (wystaw, koncertów), konferencji naukowych, seminariów i warsztatów. To ona gromadzi i udostępnia zbiory oraz opracowuje i przetwarza dane o zasobach piśmiennictwa narodowego.
- Centrum konserwacji i digitalizacji (ang. Center for Preservation and Digitisation), które odpowiada za politykę konserwacji oraz politykę digitalizacji Biblioteki Narodowej.
- Usługi sieciowe Biblioteki Narodowej (ang. Library Network Service), koordynujące biblioteczne usługi sieciowe w całym kraju. Wszystkie fińskie biblioteki współpracują na bieżąco z BNF[4].

## Katalog i bazy danych dostępne online
- HELKA jest to katalog, który zawiera informacje o książkach, wydawnictwach ciągłych, artykułach, materiałach archiwalnych, dokumentach dźwiękowych, drukach muzycznych, mapach, rękopisach i plikach komputerowych Biblioteki. W katalogu można wyszukiwać dane w trzech językach: fińskim, szwedzkim oraz angielskim.

Bazy danych:
- Fennica – Bibliografia Narodowa Finlandii
- Arto – Bibliograficzna Baza Czasopism Fińskich
- Viola – Dyskografia Narodowa i Bibliografia Narodowa Nut
- Linda – Wspólny Katalog Fińskich Bibliotek Uniwersyteckich[4].

## Galeria zdjęć

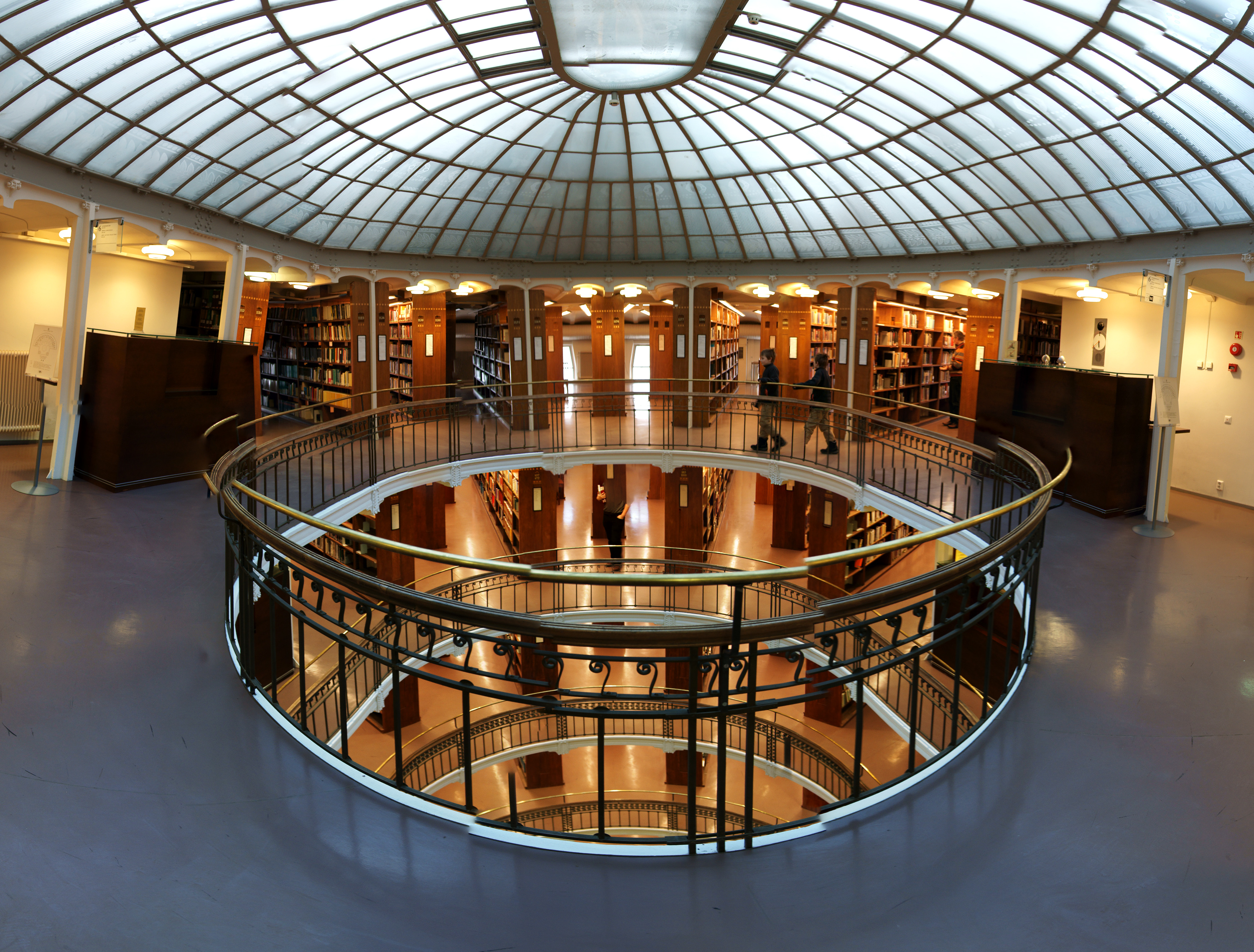
Wnętrze Biblioteki Narodowej Finlandii
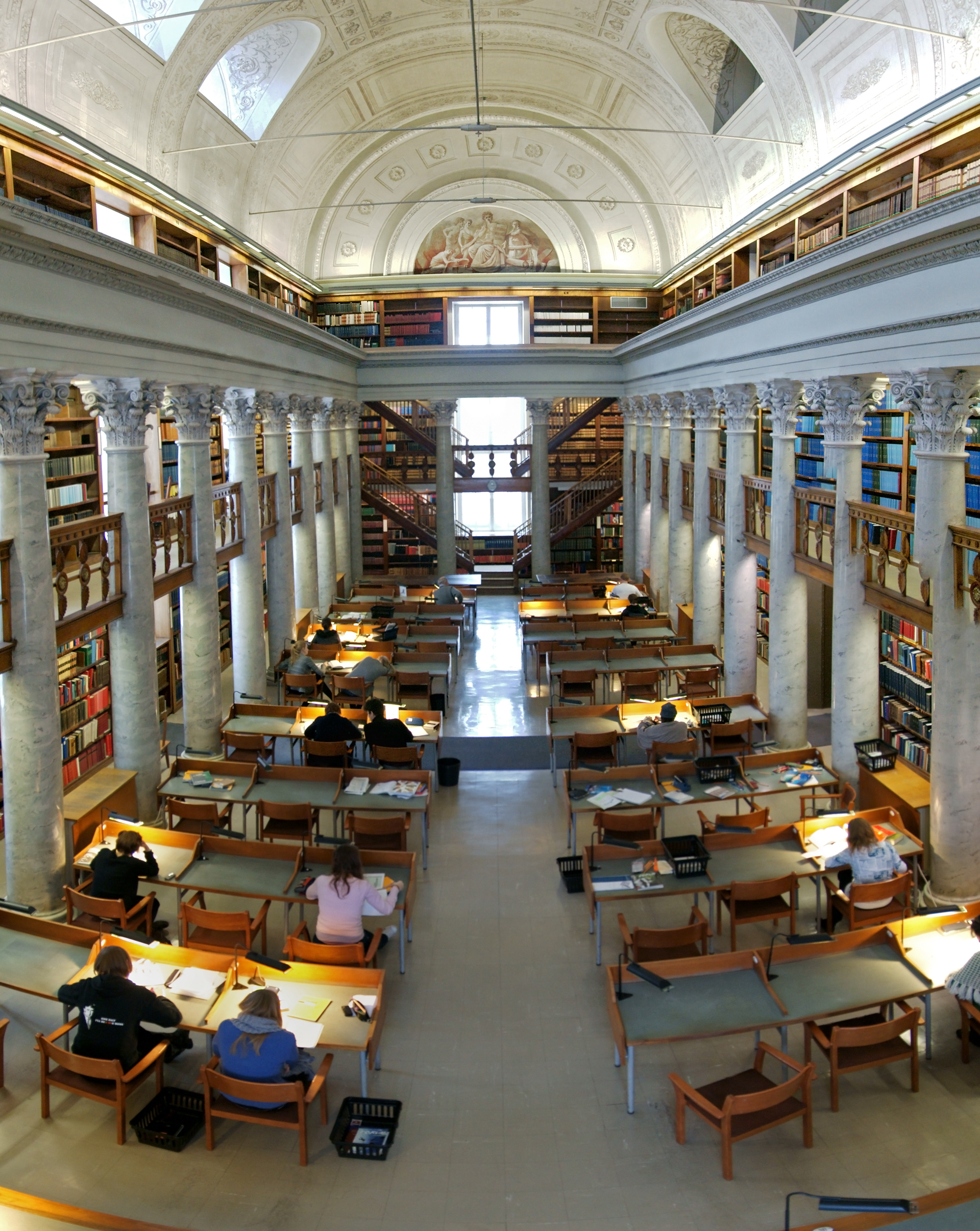
Czytelnia Kansalliskirjasto
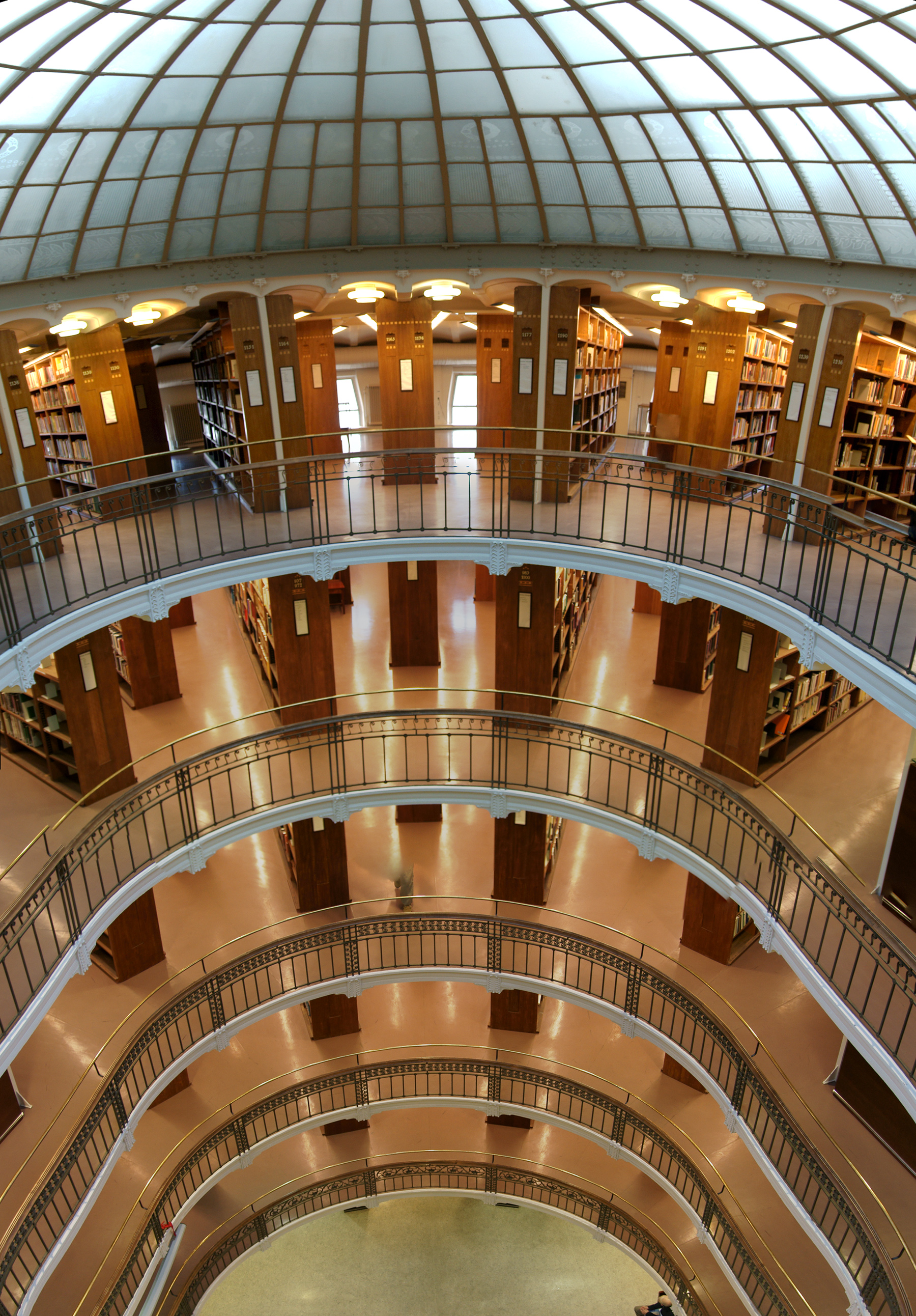